# Merv Lincoln
Merv Lincoln (Leongatha, 22 novembre 1933 – Melbourne, 1º maggio 2016) è stato un mezzofondista australiano.

## Palmarès
| Anno | Manifestazione  | Sede      | Evento       | Risultato | Prestazione | Note |
| ---- | --------------- | --------- | ------------ | --------- | ----------- | ---- |
| 1956 | Giochi olimpici | Melbourne | 1500 m piani | 12º       | 3'51"9      |      |
| 1960 | Giochi olimpici | Roma      | 1500 m piani | Batteria  | 3'46"8      |      |